# La Caillère-Saint-Hilaire

La Caillère-Saint-Hilaire este o comună în departamentul Vendée, Franța. În 2009 avea o populație de 1,056 de locuitori.